# 살인자의 쇼핑목록
《살인자의 쇼핑목록》은 2022년 4월 27일부터 2022년 5월 19일까지 방송되었던 tvN 수목 드라마였다.

## 기획 의도
평범한 동네에서 발생하는 의문의 살인사건을 마트 사장, 캐셔, 지구대 순경이 영수증을 단서로 추리해나가는 슈퍼마켓 코믹 수사극

## 제작진

### 제작사
- 주식회사 비욘드제이 : SBS 수목 드라마 《원티드》, KBS 2TV 수목 드라마 《오늘의 탐정》, NETFLIX 《썸바디》 제작

### 극본
- 한지완 : SBS 수목 드라마 《원티드》(집필), KBS 2TV 수목 드라마 《오늘의 탐정》(집필), NETFLIX 《썸바디》(공동 집필) 집필

### 연출
- 이언희 : 영화 《행복한 장의사》(기타, 스텝), 영화 《고양이를 부탁해》(각색, 스텝), 영화 《…ing》(감독), 영화 《해피 에로 크리스마스》(각본, 스텝), 영화 《어깨너머의 연인》(감독), 영화 《미씽: 사라진 여자》(감독, 각색, 스텝), 영화 《탐정: 리턴즈》(감독, 각색, 스텝) 연출

## 등장인물

### 주요 인물
- 이광수 : 안대성(36세) 역 - MS마트 캐셔
- 김설현 : 도아희(29세) 역 - 나우파출소 순경, 대성의 20년지기 여자친구
- 진희경 : 한명숙(54세) 역 - MS마트 사장, 전직 핸드볼 선수, 대성이의 엄마

### MS마트 직원
- 김미화 : 공산(51세) 역 - 공산 코너 담당, 화장품 방판(투잡러)
- 오혜원 : 야채(38세) 역 - 야채 코너 담당
- 이교엽 : 정육(35세) 역 - 정육 코너 담당, 대성의 절친한 친구, 미대 출신
- 박지빈 : 생선(26세) 역 - 생선 코너 담당, 전과 3범
- 조아람 : 알바(23세) 역 - 대학생(휴학중)

### 나우동 주민
- 문희경 : 주양순(61세) 역 - 나우동 부녀회장
- 류연석 : 서천규(37세) 역 - 금성부동산 사장, 율의 아버지. 아동학대 가해자.
- 안세빈 : 서율(9세) 역 - 초등학생, 대성의 천적. 아동학대 피해자.

### 경찰
- 이윤희 : 김두현(59세) 역 - 나우지구대 순찰팀장

### 대성의 가족
- 신성우 : 안영춘(52세) 역 - 명숙의 남편, 대성이의 아빠

### 그 외 인물
- 배명진 : 지웅 역
- 권소현 : 이경아 역
- 장원영 : 오천원 역
- 조윤수 : 권보연 역
- Noreen Joyce : 서천규의 아내 역

## 시청률
최저 시청률과 최고 시청률은 시청률 조사회사와 지역별로 시청률에 차이가 있을 수 있습니다.
| 2022년 | 2022년   | 2022년         | 2022년       | 2022년 |
| 회차   | 방송일   | AGB 시청률     | AGB 시청률   |        |
| 회차   | 방송일   | 대한민국(전국) | 서울(수도권) |        |
| ------ | -------- | -------------- | ------------ | ------ |
| 제1회  | 4월 27일 | 3.625%         | 4.034%       |        |
| 제2회  | 4월 28일 | 3.482%         | 3.759%       |        |
| 제3회  | 5월 4일  | 2.443%         | 2.398%       |        |
| 제4회  | 5월 5일  | 2.793%         | 2.534%       |        |
| 제5회  | 5월 11일 | 2.253%         | 2.207%       |        |
| 제6회  | 5월 12일 | 3.270%         | 3.217%       |        |
| 제7회  | 5월 18일 | 2.517%         | 2.721%       |        |
| 제8회  | 5월 19일 | 3.688%         | 3.808%       |        |

## 참고 사항
- 이언희 감독, 이광수는 영화 《탐정: 리턴즈》 이후 3년 만에 재회하여 합류하였다.

## OST
- Part.1 육중완밴드 - 왜,왜,왜,왜 (2022.04.28 발매)
- Part.2 nokdu - Orange Dream (2022.05.05 발매)
- KOONTA (쿤타) - Nothing (2022.05.12 발매)

## 같이 보기
- 대한민국의 텔레비전 드라마 목록 (ㅅ)
- 2022년 대한민국의 텔레비전 드라마 목록